# Čelechovice na Hané
Čelechovice na Hané – gmina w Czechach, w powiecie Prościejów, w kraju ołomunieckim, w regionie Haná. Według danych z dnia 1 stycznia 2012 liczyła 1260 mieszkańców.
Dzieli się na trzy części:
- Čelechovice na Hané
- Kaple
- Studenec